# Proteus Sports & Racing Cars
Proteus Sports & Racing Cars Limited, vorher Copycats, Proteus Reproductions, Proteus Cars, Classic ERA und Enduro Cars, war ein britischer Hersteller von Automobilen.

## Unternehmensgeschichte
Jim Marland gründete 1982 das Unternehmen Copycats in Bolton. Er begann mit der Produktion von Automobilen und Kits. Der Markenname lautete zunächst Copycats. 1987 änderte sich infolge einer Umfirmierung in Proteus Reproductions der Markenname in Proteus. Ab 1991 lautete die Firma Proteus Cars. Ab 1999 fertigte das eigenständige Unternehmen Classic ERA die Fahrzeuge. Nächster Inhaber wurde 2005 Enduro Cars, 2006 umbenannt in Proteus Cars und 2008 geschlossen. Ab 2008 lautete die Firmierung Proteus Sports & Racing Cars. Dieses Unternehmen wurde 2019 aufgelöst.
Insgesamt entstanden über 260 Exemplare.

## Fahrzeuge
Nachstehend eine Übersicht über die Modelle, Zeiträume, ungefähre Produktionszahlen, Hersteller und Kurzbeschreibungen.
| Modell                         | Zeitraum  | Stückzahl | Hersteller | Kurzbeschreibung | Foto |
| ------------------------------ | --------- | --------- | --- | --- | ---- |
| Proteus 300 SLR                | 1993–2019 | 7         | - 1993–1999 Proteus Cars - 1999–2005 Classic ERA - 2005–2006 Enduro Cars - 2006–2008 Proteus Cars - 2010–2019 Proteus Sports & Racing Cars                                                        | Nachbildung des Rennsportwagens Mercedes-Benz 300 SLR, seit 2010 nicht mehr als Bausatz. |      |
| Copycats C-Type Proteus C-Type | 1982–2019 | 220       | - 1982–1987 Copycats - 1987–1991 Proteus Reproductions - 1991–1999 Proteus Cars - 1999–2005 Classic ERA - 2005–2006 Enduro Cars - 2006–2007 Proteus Cars - 2008–2019 Proteus Sports & Racing Cars | Nachbildung des Jaguar C-Type. Anfangs auf Basis des Jaguar Mark 2 mit einer Karosserie aus Aluminium. Ab 1987 war auf Basis des Jaguar XJ 6 eine breitere Ausführung mit einer Karosserie aus Fiberglas erhältlich. Seit einigen Jahren wird das Fahrzeug in der breiteren Version mit einer Karosserie aus Aluminium angeboten. Der Sechszylindermotor mit 3800 cm³ Hubraum und Saugrohreinspritzung stammt von Jaguar Cars. 2011 betrug der Neupreis für ein Komplettfahrzeug ab 87.000 Pfund, während Bausätze nicht mehr angeboten wurden. |      |
| Copycats D-Type Proteus D-Type | 1982–2007 | 40        | - 1982–1987 Copycats - 1987–1991 Proteus Reproductions - 1991–1999 Proteus Cars - 1999–2005 Classic ERA - 2005–2006 Enduro Cars - 2006–2007 Proteus Cars                                          | Nachbildung des Jaguar D-Type. Anfangs war das Modell nur als Komplettfahrzeug mit Aluminium-Karosserie erhältlich. Zwischen 1991 und 1999 stand es auch als Bausatz mit Fiberglas-Karosserie im Angebot. |      |
| Proteus Norseman Van           | 1992–1994 | 3         | Classic Commercials | Classic Commercials war ein Teil des Unternehmens, der auf der Basis des Lieferwagens Leyland Sherpa einen Kastenwagen im Stile der 1930er Jahre herstellte. |      |
| Proteus P 90                   | 1992–1999 | 2         | Proteus Cars | Nachbildung des Jaguar XJ 13. Ein Semi-Monocoque mit Spaceframe-Struktur bildete die Basis. Die offene Karosserie bestand wahlweise aus Fiberglas oder Aluminium. Der Zwölfzylindermotor stammte vom Jaguar XJ 12. |      |

Eine Quelle gibt an, dass darüber hinaus ab 1987 auch Nachbildungen des Jaguar XK-SS im Angebot standen.